# Fokker S.II
De Fokker S-II was een lesvliegtuig dat door Fokker in 1922 werd ontwikkeld en gebouwd.
Dit was het tweede lesvliegtuig van Fokker. De S in de naam staat voor Schooltype. In dit toestel zaten de leerling en de instructeur naast elkaar.

## Bestelling Luchtvaartafdeeling
De Luchtvaartafdeeling (L.V.A) bestelde twaalf vliegtuigen met de registratienummers 87 t/m 98 als vervanging voor de Spyker V.2's. De toestellen werden in 1923 afgeleverd. Ze werden oorspronkelijk uitgerust met een Thulin G motor van 110-125 pk. Omstreeks 1926 werden deze motoren vervangen door een Le Rhone-Oberursel van 110 pk of de Zweedse uitvoering van die motor, de Thulin X van 110 pk. De toestellen gingen naar de vliegschool op Soesterberg voor de beginopleiding. Daarna ging de leerling over naar de Fokker S-IV. In het midden van de jaren 30 werden de S-II's wegens ouderdom afgeschreven.

## Experimentele versie
Eén S-II werd experimenteel uitgerust met een Curtiss OX-5 motor en X- in plaats van N-stijlen tussen de vleugels.

## S-IIA ambulancevliegtuig
De S-II nr.94 werd op voorstel van de Vliegmedische dienst omgebouwd tot het eerste Nederlandse ambulancevliegtuig. Hiervoor was het toestel erg geschikt vanwege de brede romp en de korte start en landing. Dat maakte het mogelijk dicht bij de patiënt en het ziekenhuis te landen en op te stijgen. Er werd met de verbouwing op 3 maart 1930 begonnen in de werkplaatsen van Soesterberg. Tussen de romp en bovenvleugel werd een cabine geplaatst van plexiglas. Tussen de bovenvleugel en staartsectie werd op de romp een afneembare deksel geplaatst waarin de brancard kon worden geplaatst. Naast de vlieger was er nog plaats voor een verzorger. De motor was een Armstrong Siddeley Lynx van 218 pk. Het vliegbereik was 400 km. Het toestel was wit met een rood kruis op beide zijden van de romp.
Op 13 februari 1932 maakte het toestel de eerste vlucht. De aanduiding werd veranderd in S-IIA.
Bij wijze van experiment werden er X- i.p.v N-stijlen geplaatst en de motor werd een tijd vervangen door een Curtiss X-5 van 90 pk. Het toestel werd gebruikt voor noodgevallen op Ameland, Schiermonnikoog en Urk. Het viel in mei 1940 in Duitse handen op het vliegveld De Vlijt op Texel.